# A Different Beat
Albums de Boyzone
Said and Done
(1995) Where We Belong
(1998)
Singles
A Different Beat est le second album du boys-band irlandais Boyzone. Sorti le 28 octobre 1996 au Royaume-Uni, il fut triple disque de platine. Trois des 14 titres (sans compter les bonus) de l'album deviendront par la suite des singles : A Different Beat, Isn't It A Wonder et Words. La piste 4, Ben, est une reprise, elle est originellement chantée par Michael Jackson, Words, elle, est à l'origine chantée par les Bee Gees. Deux titres bonus sont inclus ou ne le sont pas dans l'album, la première et la dernière piste, Picture Of You et Mystical Experience (version anglaise de Experiencia Religiosa).

## Liste des titres
1. Picture of You - 3:39
2. Paradise -3:30
3. A Different Beat - 4:10
4. Melting Pot - 3:33
5. Ben - 2:44
6. Don't Stop Looking for Love - 4:12
7. Isn't It a Wonder - 3:30
8. Words - 3:55
9. It's Time - 3:32
10. Games of Love - 3:55
11. Strong Enough - 3:37
12. Heaven Knows - 4:02
13. Crying in the Night - 3:03
14. Give a Little - 3:20
15. She Moves Through The Fair - 4:20
16. Mystical Experience - 4:12